# Aparição do Anjo a Santa Clara e Santa Inês de Assis e Santa Coleta de Corbie
A Aparição do Anjo a Santa Clara e Santa Inês de Assis e Santa Coleta de Corbie é uma pintura a óleo sobre madeira de carvalho pintada no início do século XVI presumivelmente pela oficina do pintor flamengo Quentin Metsys que se destinou ao Convento de Jesus (Setúbal) e se encontra actualmente no Museu de Setúbal.
A pintura representa a aparição de um Anjo a três santas da ordem das Clarissas, Santa Clara, a fundadora da ordem, Santa Inês, irmã e companheira monacal de Clara, e Santa Coleta de Corbie, esta uma reformadora posterior das Clarissas, pintura que funciona como demonstração da aprovação sagrada da prática religiosa delas e apologia do seguimento dessa mesma prática.
A Aparição do Anjo a Santa Clara e Santa Inês de Assis e Santa Coleta de Corbie é um exemplo da  importância de Metsys no gosto dos doadores em Portugal. Sendo proveniente do Convento de Jesus foi  atribuída a Metsys pelo historiador Luís Reis Santos.

## Enquadramento
Quentin Metsys nasceu em Lovaina em 1466, mas fixou-se em Antuérpia em 1491 onde viveu de forma próspera, trabalhando intensamente até à sua morte, em 1529. Em 1499, a Feitoria portuguesa transferiu-se de Bruges para Antuérpia o que arrastou a comunidade de mercadores portugueses. Compreende-se assim a preferência dos compradores portugueses de pintura pela maior oficina de pintura de Antuérpia e que o nome de Metsys – «mestre Quintino» – fosse sobejamente conhecido e invocado pelos conhecedores de pintura.
D. Leonor e D. Manuel I encomendaram diretamente a Metsys o Políptico das Sete Dores de Maria, para o Convento da Madre de Deus, em Lisboa, e o Tríptico da Paixão de Cristo, para o Convento de Santa Clara, em Coimbra. Outros conjuntos e painéis isolados, em Tomar, na Madre de Deus, e em Setúbal vieram da sua oficina para Portugal, entre eles o retrato da Rainha Santa Isabel feito para as festas de beatificação, em 1516.
O Convento de Jesus de Setúbal foi fundado em 1489 sendo patrocinado a partir de 1492 pela rainha Dona Leonor  que, em 1509, fundou em Xabregas, Lisboa, o Convento da Madre de Deus, seguindo ambos os preceitos da reforma de Santa Coleta, e sendo os únicos conventos da regra das Clarissas em Portugal no início do século XVI.
Percebe-se, assim, o interesse de ambos os Conventos por temas como a Entrega da Regra a Santa Clara, ou a Aparição do Anjo às Santas, que sancionavam iconograficamente o espírito da reforma e o sentido espiritual das novas congregações e que levou à encomenda desta Aparição do Anjo a Santa Clara e Santa Inês de Assis e Santa Coleta de Corbie para o convento de Setúbal, bem como de duas outras pinturas que seguem de muito perto a composição desta, destinando-se uma ao convento de Xabregas (imagem ao lado) e outra ainda para o Convento de Setúbal.

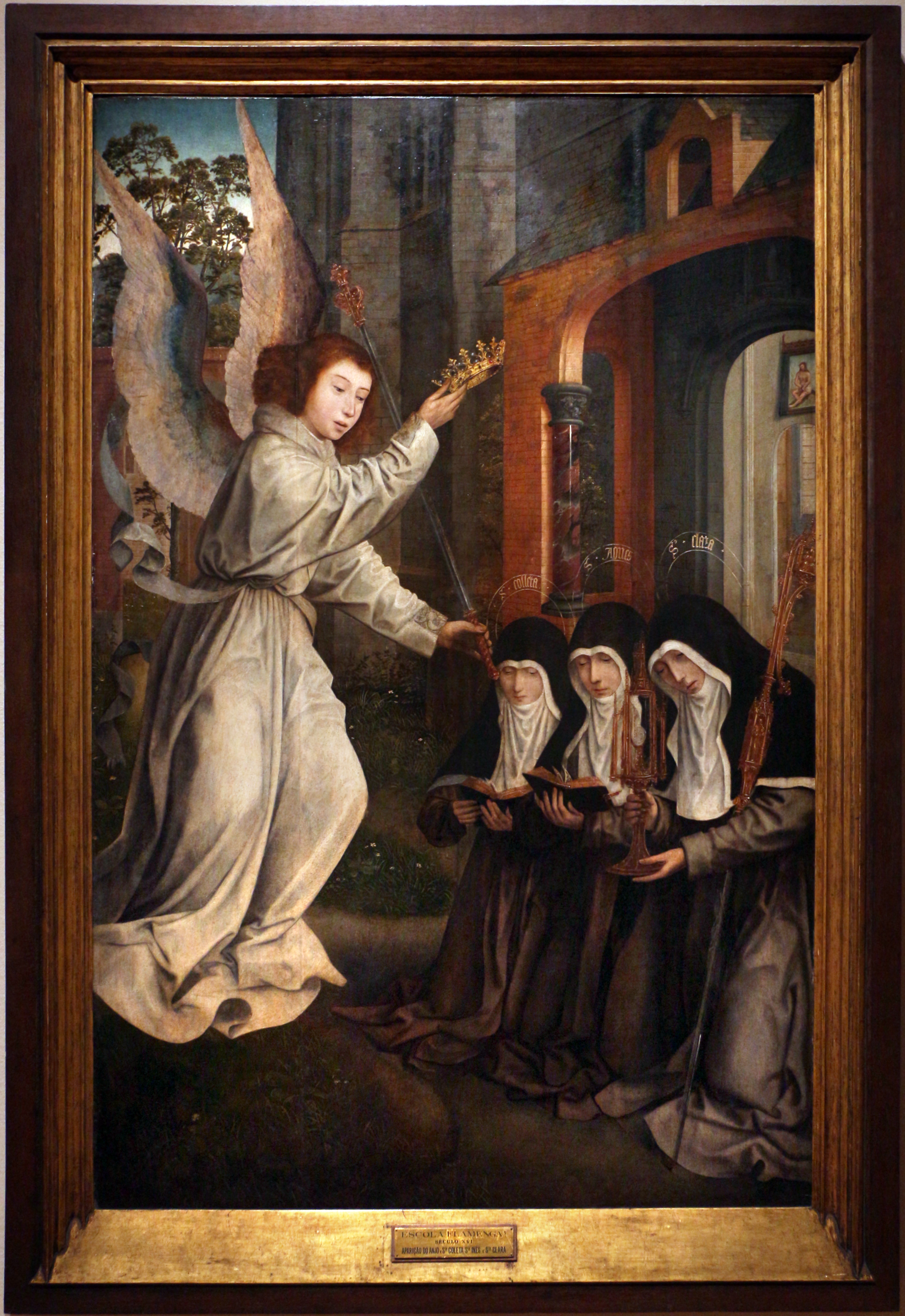
Aparição do Anjo a Santa Clara, Santa Inês e Santa Coleta (início do sec. XVI), de pintor flamengo desconhecido, no MNAA

## Descrição e estilo
A Aparição do Anjo a Santa Clara e Santa Inês de Assis e Santa Coleta de Corbie mostra um anjo com um largo vestido branco e asas brilhantes a abençoar e coroar as três santas que estão ajoelhadas no exterior de um mosteiro: Clara, mais à esquerda, Inês, irmã de Clara, e Coleta, a mais à direita das três, mas em posição central na pintura. A igreja é uma evocação da vida monástica, enquanto outras imagens dispersas evocam a devoção a Cristo, à Virgem e aos santos. No portal da igreja, vê-se uma escultura da Virgem com o Menino e, a coroar o báculo de Santa Clara, está uma Pietà, enquanto o bastão de Santa Coleta mostra a Virgem com o Menino. Dentro do edifício, pode ver-se uma imagem de São Bartolomeu e, na crossa do báculo de Santa Clara, estão figurados os apóstolos Pedro e Paulo.
Desta iconografia bastante rara, que pretende representar o reconhecimento divino pela ação das fundadoras e da reformadora da ordem de Santa Clara, conhecem-se dois outros exemplos apenas em Portugal. Uma pintura, também de origem flamenga, proveniente do Convento da Madre de Deus, e que faz parte do acervo do MNAA, que inverte a composição de Setúbal, e um painel pintado por Jorge Afonso na década de 1520 para o retábulo do altar-mor do Convento de Jesus de Setúbal.